# Abdoulie Janneh (Diplomat)

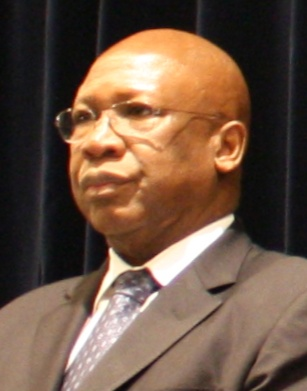
Abdoulie Janneh im Jahr 2009

Abdoulie Janneh (Abdoulie Morikebba Janneh; * 4. August 1944 in Bakau) war von 2005 bis 2012 Geschäftsführer der Wirtschaftskommission für Afrika (ECA) der Vereinten Nationen.

## Leben
Janneh studierte Ingenieurwissenschaften an der Universität von Sierra Leone, unternahm ein Nachdiplomstudium in Projektplanung an der Bradford Universität in England und erhielt den Master in Stadt- und Regionalplanung an der University of Nottingham.
Seine berufliche Laufbahn begann er im Jahr 1979 beim Entwicklungsprogramm der Vereinten Nationen (UNDP) als Entwicklungs-Planer seines Heimatlandes Gambia.
Von Juni 2000 bis Oktober 2005 war Janneh stellvertretender Generalsekretär und Regionalleiter des UNDP für Afrika. Dabei leitete er mehrere Entwicklungsprogramme der Vereinten Nationen in 45 Ländern Afrikas.
Im September 2005 wurde er vom damaligen UN-Generalsekretär Kofi Annan zum Geschäftsführer der ECA berufen und wurde so Nachfolger von Kingsley Amoako. Im August 2012 ging er in den Ruhestand.
Unter seiner Leitung setzt sich die UNDP-Abteilung für Afrika unter anderem stark für die Krisenprävention, Armutsbekämpfung sowie die Bekämpfung von HIV und AIDS ein. Aufgrund seiner entwicklungspolitischen Ziele setzte er sich auch für die Partnerschaft zwischen der ECA und den Regierungen ein.